# Lungani (Voinești), Iași
Lungani este un sat în comuna Voinești din județul Iași, Moldova, România.

## Monument istoric

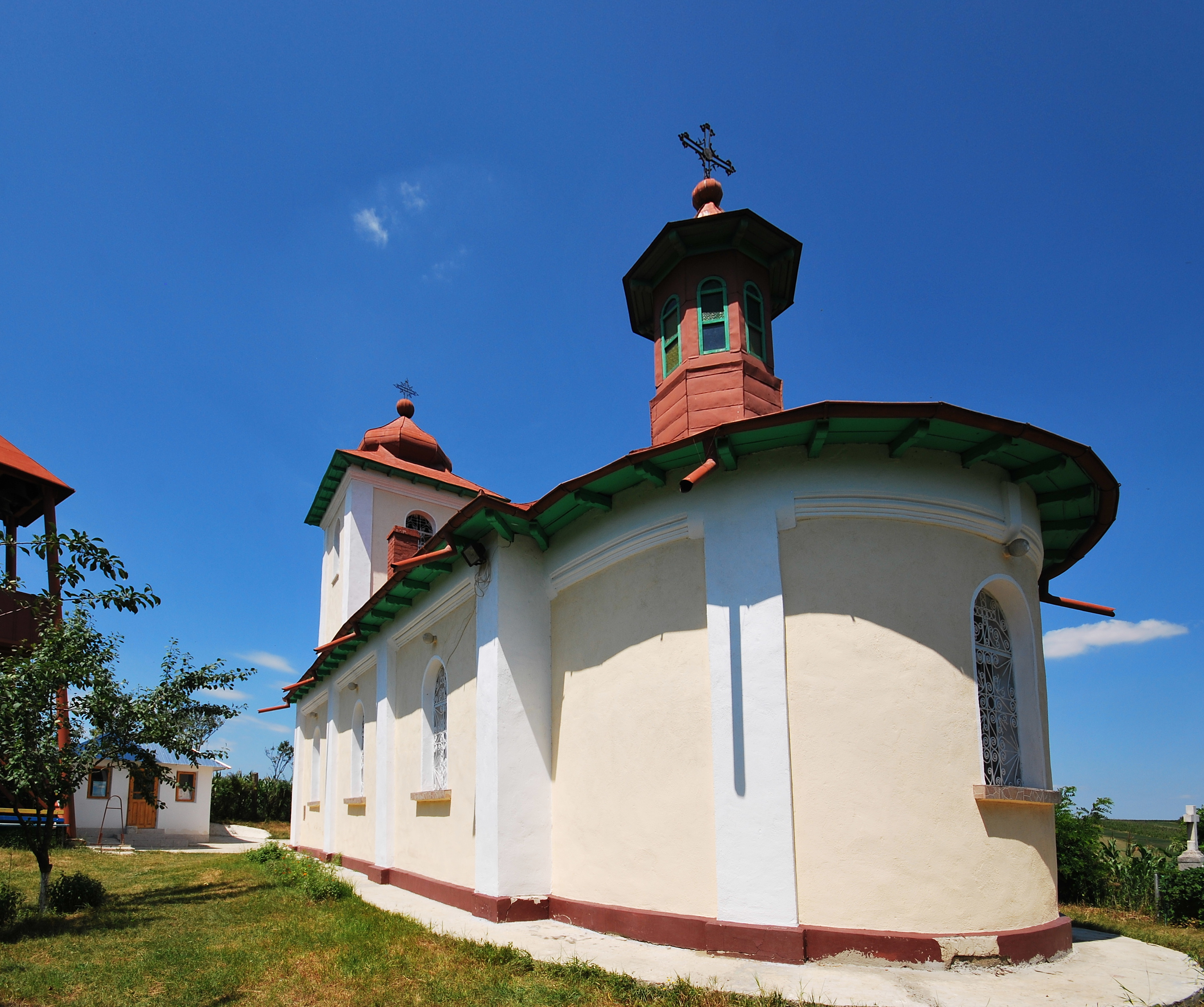
Biserica „Sf. Nicolae”

- Biserica „Sf. Nicolae” (1825), monument istoric de arhitectură; IS-II-m-B-04194